# Syrrhopodon tristichus
Syrrhopodon tristichus är en bladmossart som beskrevs av Christian Gottfried Daniel Nees von Esenbeck och Schwaegrichen 1842. Syrrhopodon tristichus ingår i släktet Syrrhopodon och familjen Calymperaceae. Inga underarter finns listade i Catalogue of Life.